# Lalla Salma
Lalla Salma, nazwisko rodowe: Bennani (ur. 10 maja 1978 w Fezie) – księżna Maroka, małżonka Muhammada VI.
21 marca 2002 w Pałacu królewskim w Rabacie poślubiła króla Maroka Muhammada VI. Para ma dwoje dzieci:
- księcia Mulaja Hassana (ur. 8 maja 2003), od 2005 następcę tronu.
- księżniczkę Chadidżę (ur. 28 lutego 2007)[1].